# Polyura australis
Polyura australis är en fjärilsart som beskrevs av William Swainson 1832/33. Polyura australis ingår i släktet Polyura och familjen praktfjärilar. Inga underarter finns listade i Catalogue of Life.